# デイビッド・スミス (彫刻家)

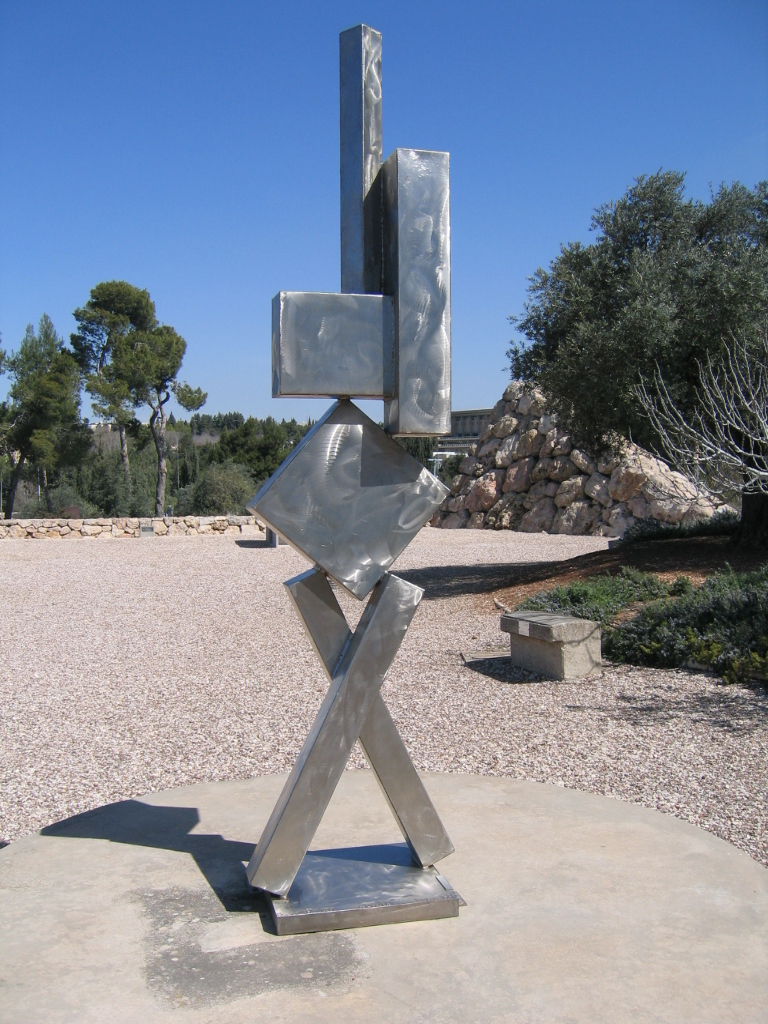
CUBI VI（1963年）
イスラエル博物館

デイビッド・スミス（1906年3月9日 - 1965年5月23日）は、アメリカの 抽象表現主義 彫刻家、画家。鉄鋼を使い抽象的で幾何学的な彫刻を作ることで知られる。

## 初期生活と教育
ローランド・デイヴィッド・スミスは1906年3月9日にインディアナ州・ディケーターに生まれた。その後、1921年にオハイオ州・ポールディングへ移住し高校に進学する。1924年 - 1925年にアセンズにあるオハイオ大学に1年間通い、その後、ノートルダム大学へ2週間だけ通ったが、芸術コースがなかったため長くは続かなかった。 その間には、スミスは夏期労働として自動車工場の組立ラインで仕事を行う。 その後、短期間、美術と詩についてワシントンD.C.にあるジョージ・ワシントン大学で学んだ。
1926年、ニューヨークへ移住しドロシー・デナー（1927年 - 1952年まで夫婦となる）と出会い、彼女のアドバイスで、彼女が絵を学んでいるニューヨーク・アートスチューデント・リーグに参加する。その先生にアメリカの画家ジョン・スローンやハンス・ホフマンと一緒に学んだチェコのモダニズムの画家ジャン・マツルカがいた。マツルカはピカソ、モンドリア、カンディンスキーやロシア構成主義の作家たちの仕事をスミスに紹介した。1929年にスミスは John D.Grahamと出会う。彼はのちにスミスを、ピカソやフリオ・ゴンサレスといった溶接鋼彫刻へ導くことになる。

## 作風

### 初期の作品
スミスの初期に友好をもったアドルフ・ゴットリーブ 、 ミルトンAveryたちとの関係は1930年世界大恐慌により強化された公共事業促進局が主導した連邦美術計画に参加することで培われた 。また、ロシア人亡命作家であるジョン-グラハムを通して、スミスはスチュアート・デイヴィス、アーシル・ゴーキー、ウィレム・デ・クーニングといったアヴァンギャルドの作家と出会う。彼はまた、フリオ・ゴンサレスとピカソによる溶接された彫刻を発見することで、絵画と構造の組み合わせに関心が高まっていく。
1931-32年、ヴァージン諸島で、スミスはサンゴからなる最初の彫刻作品を作る 。1932年、数年前にデナーと購入していたボルトンランディングにある農場兼スタジオに炉と金床を設置した。スミスは木材、ワイヤー、サンゴ、はんだ、その他の素材で作り始めたが、すぐにバーナーによる金属溶接を使い始め、アメリカで初めての金属溶接による彫刻が生まれた。一つの作品はいくつかの素材によって構成され、様々な彩色や多色によって区分されている。
1940年、スミスはニューヨークを離れ、ニューヨーク州北部、ボルトン・ランディングのジョージ湖の近くへ移住した。 ボルトンランディングの彼のスタジオは工場のように大きく大量の資材が備蓄されていた。 
第二次世界大戦中、スミスはニューヨーク州スケネクタディにあるアメリカの機関車会社で溶接工として勤務し、機関車やM7戦車を組み立てた。そのかたわらサラ・ローレンス大学で教えていた。

## 参照
- Cubiシリーズ（英語版）
- Agricola I（英語版） - ハーシュホーン博物館と彫刻の庭
- 環境彫刻

## 注記
1. ↑  In Depth: David Smith Hirshhorn Museum and Sculpture Garden, Washington, D.C.
2. ↑  David Smith Museum of Modern Art, New York.
3. ↑  David Smith Archived 2014-01-07 at the Wayback Machine. Solomon R. Guggenheim Museum, New York.